# 台路沟乡
台路沟乡，是中华人民共和国河北省张家口张北县下辖的一个乡镇级行政单位。

## 行政区划
台路沟乡下辖以下地区：
坝土沟村、张家湾村、太平村、朝阳窑村、镇虎台村、刘家坊村、六号村、台路沟村、水泉村、大圪塔村、前大营滩村、后大营滩村、马连渠村、石头囫囵村、春垦村、门转沟村、芦花村、黄土囫囵村、羊囫囵村、南滩村、平定庄村和李家营村。